# Avoante
A avoante ou pomba-de-bando (Zenaida auriculata) é uma pomba campestre, de ocorrência abundante ao longo da América do Sul e Caribe. Possui distribuição isolada por todo o Brasil, formando bandos compactos na região Nordeste durante a migração.

## Nomes populares
Também é conhecida pelos nomes de arribaçã, arribação, bairari, cardigueira, guaçuroba-pequena, juriti-carregadeira, pairari, pararé, parari, pomba-rola, pomba-amargosinha, pomba-de-arribação, pomba-do-meio, pomba-do-sertão, pomba-parari, pomba-pararu, rabaçã, rabação, rebaçã, ribaçã e ribação ou rolinha. [carece de fontes?]
O nome avoante foi selecionado como nome vernáculo técnico para a espécie pelo Comitê Brasileiro de Registros Ornitológicos (CBRO) em 2021.

## Ecologia
Estas aves vivem em matagais áridos a semiáridos, variando até 4.400 m acima do nível do mar. Elas habitam pastagens abertas com algumas árvores ou manchas de floresta, embora florestas tropicais sejam evitadas. Elas se reproduzem em manchas densas de vegetação, nidificando sob bromélias espinhosas e sob copas de árvores e arbustos. Elas também são muito comumente encontradas em parques urbanos e suburbanos, jardins, áreas industriais e entre áreas agrícolas. Adaptando-se bem à atividade humana, seu alcance se expandiu como resultado do desenvolvimento agrícola da floresta tropical, bem como da expansão urbana.

### Alimentação
Estas pombas exploram muitos alimentos disponíveis, mas alimentam-se principalmente de sementes coletadas do chão. Elas aproveitam as plantações de grãos cultivados e são frequentemente consideradas uma espécie de praga em áreas agrícolas. Em áreas não agrícolas, dependem de sementes e grãos nativos. Sua dieta também pode ser complementada por alimentos de origem animal, como lagartas, pupas de insetos, pulgões e caracóis.

### Reprodução
As avoantes formam pares reprodutores, que botam uma média de dois ovos por ninhada, e criam seus filhotes juntos. Os machos têm duas exibições de cortejo: a exibição de perseguição e a exibição do local do ninho. A exibição de perseguição envolve o macho correndo atrás da fêmea enquanto bate as asas vigorosamente, parando periodicamente para arrulhar enquanto infla o pescoço. Na exibição do local do ninho, o macho se agacha sobre o potencial local do ninho enquanto levanta as penas da cauda, abanando-as para exibir o padrão da cauda enquanto infla o pescoço e arrulha.

## Descrição
As avoantes são uma espécie de pombo pequeno, variando em comprimento de 22 a 28 cm com uma envergadura de 13,5 a 16,3 cm. Elas são geralmente cinza ou marrom-oliva com um peito e parte inferior do corpo rosada. Elas têm manchas pretas abaixo das coberturas das orelhas e atrás dos olhos. As fêmeas são geralmente de um marrom mais opaco com cores menos intensas. Os juvenis são ainda mais opacos do que as fêmeas adultas, com listras estreitas em forma de cunha nos peitos e nas laterais do pescoço. Eles também têm listras brancas opacas nas extremidades terminais de suas coberturas de asas e escapulares.
Comparadas às rola-carpindeira (Zenaida macroura), semelhante em cor e padrão, as avoantes têm caudas mais curtas e menos graduadas, bicos pretos mais pesados e plumagem de iridescência metálica amarelo-bronze na nuca e nas laterais do pescoço.

## Relação com humano
A ave é caçada para alimentação em partes da região Nordeste do Brasil, sendo sua caça de subsistencia considerada, em alguns casos, importante para alimentação complementar. No Brasil, a caça predatória, comercial ou esportiva da espécie é crime ambiental, punido com multa de R$ 500,00 por unidade apreendida e possível pena de prisão.  Há cerca de dois anos, houve um movimento migratório das avoantes  para o centro do Brasil, sendo observadas especialmente no município de Hidrolândia, próximo a Goiânia. Elas estão se multiplicando aos milhares e já fazendo parte do cenário rural. Não se sabe quais as consequências dessa migração mas certamente a competição por alimento fará alguma alteração populacional local.

## Subespécies
São reconhecidas onze subespécies:
- Zenaida auriculata auriculata (Des Murs, 1847) - ocorre na região central do Chile, desde o Atacama até Llanquihue; e também na região oeste e central da Argentina;
- Zenaida auriculata hypoleuca (Bonaparte, 1855) - ocorre no litoral árido do oeste do Equador e no oeste do Peru;
- Zenaida auriculata caucae (Chapman, 1922) - ocorre no oeste da Colômbia no vale de Cauca;
- Zenaida auriculata antioquiae (Chapman, 1917) - ocorre na região norte e central da Cordilheira dos Andes da Colômbia na província de Antioquia;
- Zenaida auriculata vinaceorufa (Ridgway, 1884) - ocorre nas Antilhas Holandesas (Curaçao, Aruba e Bonaire);
- Zenaida auriculata jessieae (Ridgway, 1888) - ocorre no Brasil na região próxima de Santarém;
- Zenaida auriculata marajoensis (Berlepsch, 1913) ocorre no Brasil na Ilha de Marajó e na Ilha Mexiana no estuário do rio Amazonas, no Pará;
- Zenaida auriculata noronha (Sharpe, 1890) - ocorre no nordeste do Brasil (Maranhão, Piauí, Bahia) e no arquipélago de Fernando de Noronha;
- Zenaida auriculata stenura (Lawrence, 1885) - ocorre no leste das Antilhas, na Ilha de Trinidad, no centro da Colômbia até a Venezuela e no norte do Brasil;
- Zenaida auriculata pentheria (Bonaparte, 1855) - ocorre no leste da Cordilheira dos Andes da Colômbia até o oeste da Venezuela na região de Mérida;
- Zenaida auriculata chrysauchenia (W. Bertoni, 1901) - ocorre na Bolívia até o Centro-Oeste do Brasil, no Uruguai e na Argentina até a Terra do Fogo.